# Norden Light
Norden Light är en hårdrocksgrupp som bildades av Christer Mentzer och Johan Herlogsson i mitten av 1980-talet. Gruppen började under namnet Mentzer tills deras manager Börje Forsberg föreslog att de skulle byta till det nuvarande namnet. 
Norden Light fick framgångar i både Europa och Japan. De släppte en skiva på Sonet Records 1987, Shadows from the Wilderness, och spelade på skivan Scandinavium Metal Attack II. 
Norden Light medverkade med låten "No Escape" i den italienska filmen Opera från 1987.

## Medlemmar
Senaste medlemmar
- Christer Mentzer – sång (även medlem i Silver Mountain)
- Michael von Knorring – trummor
- Johan Herlogson – gitarr (även medlem i Snowstorm)
- Sune "Peter" Jeansson – keyboard
- Peter Bodefjord – basgitarr

Tidigare medlemmar
- Björn "Nalle" Oscarsson (tidigare basist som på skivomslaget anges spela bas på Shadows from the Wilderness.)[5]
- Torben Ferm – trummor
- Mats Olausson – keyboard

## Diskografi
Demo
- Demo #2 (1988)

Studioalbum
- Shadows from the Wilderness (1987)